# José María de la Torre Murillo
José María de la Torre Murillo (Sevilla, 27 de julio de 1851-Madrid, 8 de mayo de 1911) fue un político republicano español.

## Biografía
Nació el 27 de julio de 1851 en Sevilla.
Miembro del partido federal desde 1868, participó en el movimiento cantonal de 1873 y fue seguidor de las ideas de Pi y Margall. De filiación republicana, entró como concejal en el Ayuntamiento de Madrid, tras las elecciones de 1909 obteniendo acta de concejal por el distrito de Latina junto al también republicano Joaquín Dicenta. Se destacó por apostar de forma vocal por la supresión del impuesto de consumos.
Fallecido el 8 de mayo de 1911 en el número 7 de la madrileña calle de Bordadores, recibió sepultura en el cementerio civil de Madrid.